# Horst Bienek
Horst Bienek [Bínek] (7. května 1930 Gliwice, Polsko – 7. prosince 1990 Mnichov, Německo) byl německý spisovatel.
Roku 1951 byl ve východním Berlíně z politických důvodů zatčen a odsouzen k 25 letům nuceným pracím v sibiřském gulagu Vorkuta, kde byl internován do roku 1955. Od roku 1956 žil v západním Německu. Zemřel roku 1990 na AIDS.

## Dílo
- První Polka, (1975, Die erste Polka)
- Zářijové světlo, (1977, Septemberlicht)
- Čas beze zvonů, (1979, Zeit ohne Glocken)
- Kobka, (1981, Die Zelle), česky 1992 (někdy též Cela); pojednává románovou formou o své zkušenosti z sovětského lágru. Zde použil termín „kobkočlověk“, který se občas v této souvislosti používá.
- Země a oheň (1982, Erde und Feuer)
- Cesta do dětství, (1988, Reise in die Kindheit)

## Ocenění
- 1967 a 1983 – Cena Andrease Gryphia
- 1987 – Literární cena Friedricha Schiedela